# Dorothy Iannone
Dorothy Iannone (Boston, 9 augustus 1933 – Berlijn, 26 december 2022) was een in Amerika geboren beeldend kunstenaar die vooral bekend staat om haar autobiografische teksten, films en schilderijen die expliciet de vrouwelijke seksualiteit en "extatische eenheid" beschrijven. Iannone woonde en werkte de laatste kwarteeuw van haar leven in Berlijn.

## Biografie
Iannone werd geboren in Boston, Massachusetts, in 1933. Haar vader stierf toen ze twee jaar oud was en ze werd opgevoed door haar moeder Sarah Nicoletti Iannone, later Sarah Pucci. Ze studeerde in 1957 af aan de Boston University met een BA in Amerikaanse literatuur. Ze studeerde vervolgens Engelse literatuur op universitair niveau aan de Brandeis University . In de jaren '50 bevond ze zich in het gezelschap van het internationale netwerk van Fluxus-kunstenaars, zoals Robin Page, Robert Filliou, Dieter Roth, Daniel Spoerri, Ben Vautier, enz. Eind jaren '50, begin jaren '60 was Fluxus nog een los verband van progressieve multidisciplinaire kunstenaars, die hun draai in de kunstwereld niet konden vinden. Iannone trouwde in 1958 met de schilder James Upham en het paar verhuisde naar New York. Als autodidact begon ze met schilderen en tussen 1963 en 1967 exposeerde zij met haar echtgenoot in de Stryke Gallery, een tentoonstellingsruimte die zij met haar echtgenoot in New York runde.
Op een reis naar Reykjavik, IJsland in 1967, ontmoette Iannone de Zwitserse kunstenaar Dieter Roth. Iannone scheidde zich een week later van haar man. Iannone woonde tot 1974 bij Roth in Düsseldorf, Reykjavik, Basel en Londen. Roth werd de muze van Iannone en komt in veel van haar kunstwerken voor. Zijn bijnaam voor haar was "leeuwin." Een van haar meest bekende werken met Roth is haar boek An Icelandic Saga (1978-86), dat de eerste ontmoeting van de kunstenaar met Roth en haar latere uiteenvallen met haar man in de geest van een Noorse mythe levendig illustreert. Iannone en Roth bleven vrienden tot zijn dood in 1998.

## Thema's
De meerderheid van Iannone's schilderijen, teksten en visuele verhalen verbeelden thema's van erotische liefde. Haar expliciete weergave van het menselijk lichaam is sterk afgeleid van de reizen die ze heeft gemaakt en van Japanse houtsneden, Griekse vazen en visuele motieven uit oosterse religies, waaronder het Tibetaans boeddhisme, het Indiase tantrisme en christelijke extatische tradities zoals die van de zeventiende-eeuwse barok. Haar kleine houten beelden van beroemdheden met zichtbare geslachtsdelen, waaronder Charlie Chaplin en Jacqueline Kennedy, tonen vooral de interesse van de kunstenaar in Afrikaanse tribale beelden. 

## Censuur
Het expliciete karakter van het werk van Iannone viel in de jaren 60, 70 en 80 ten prooi aan censuur. Iannone zei over de vroege censuur van haar werk: "Toen mijn werk niet ronduit werd gecensureerd, werd het mild bespot of beschreven als folkloristisch, of gewoon genegeerd." In 1969 probeerde de Kunsthalle Bern het werk van Iannone in de groepstentoonstelling Ausstellung der Freunde te censureren door haar te vragen de geslachtsdelen van haar figuren te verbergen. Uit protest stapte Dieter Roth uit de tentoonstelling en de conservator van de Kunsthalle Bern, Harald Szeeman, nam ontslag.

## Bekende werken (selectie)
- A Cookbook (1969, boek)
- I Begin to Feel Free (1970, schilderij)
- I Love to Beat You (1969-1970, schilderij)
- Think You There Was.. (1972, schilderij)
- I Was Thinking of You (1975, video-installatie)
- Follow Me (1977, video-installatie)
- A Fluxus Essay (1979, audio-opname)

## Tentoonstellingen (selectie)
- Lioness, New Museum of Contemporary Art (solo, 2009)
- Dorothy Iannone, Innocent and Aware (2013), Camden Arts Centre, London